# Paróquia de São Francisco Xavier (Coloane)
A Paróquia de São Francisco Xavier (Coloane) é uma paróquia da Diocese de Macau, abrangendo toda a ilha de Coloane. A sua igreja matriz, localizada na Freguesia de São Francisco Xavier, é a Igreja ou Capela de São Francisco Xavier, fundada em 1928.

## História
Em 1903, foi fundada em Coloane a Missão de São Francisco Xavier, uma missão destinada a evangelizar a ilha de Coloane. Em 1963, a missão foi restaurada. Em 1 de Julho de 2019, a Paróquia de São Francisco Xavier (Coloane) foi erigida, a partir da Quase-Paróquia de São Francisco Xavier (Coloane).